# Muğla

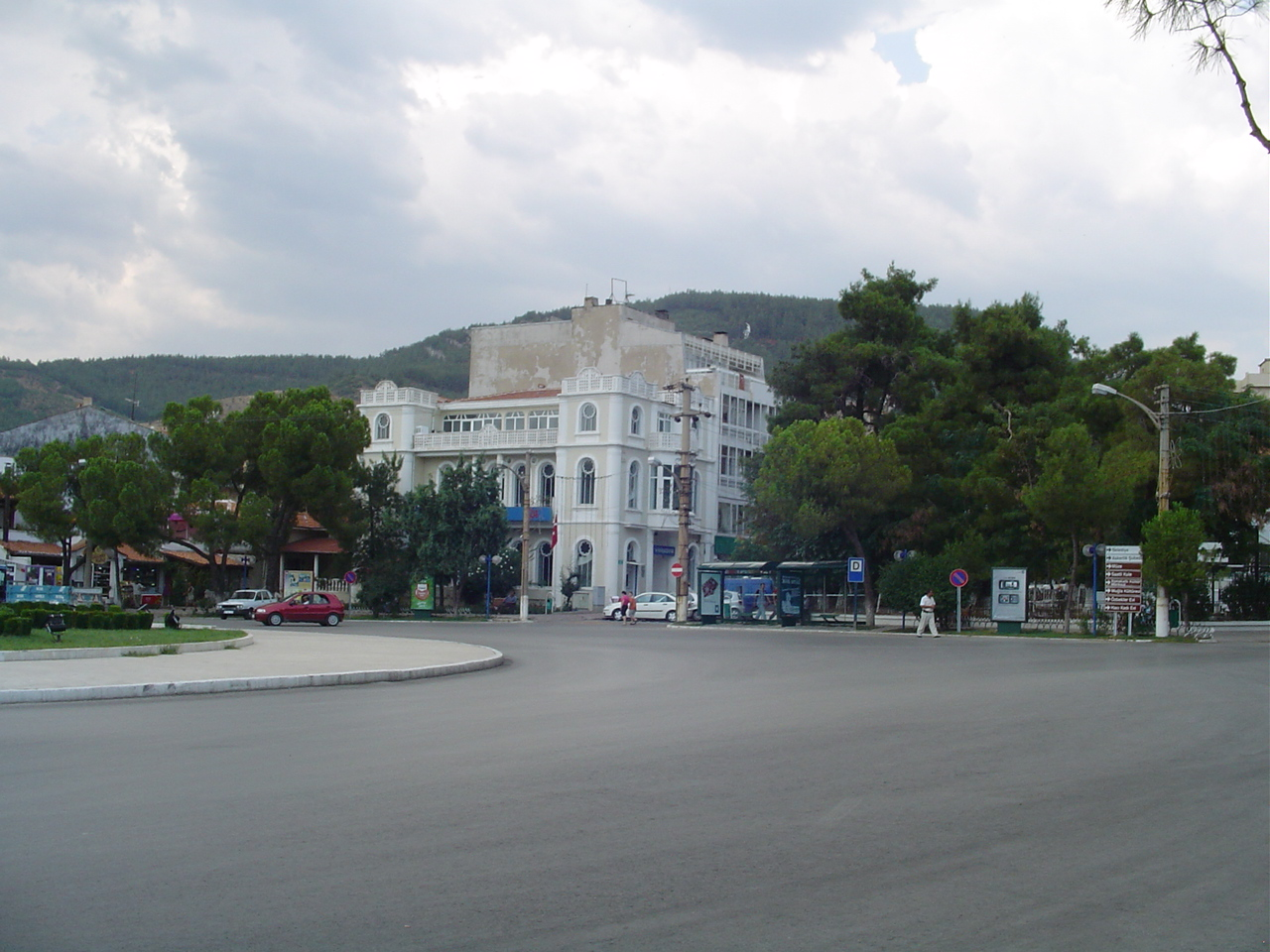
Muğla

Muğla és una ciutat del sud-oest de Turquia, centre del districte del mateix nom i capital de la província de Muğla on hi ha els coneguts centres turístics de Bodrum, Marmaris i Fethiye. Està situada en una plana. La població és de 61.550 habitants (estimació 2009). Des dels anys noranta del segle passat disposa d'una universitat.

## Història
Fou l'antiga Mobolla o Mogolla, un petit establiment a mig camí entre Idras (després Estratonicea) al nord i Idyma (moderna Şûrêgel) al sud-oest. La ciutat és esmentada al segle ii aC temps en què formava part de la federació cària oriental aliada a Taba (moderna Tavas) i altres ciutats, les quals estaven sota domini de Rodes (la Perea Ròdia). Fou doncs ròdia, domini que va durar del 167 aC al segle ii quan va quedar plenament integrada a l'Imperi Romà. Ni d'aquest període ni del període romà d'Orient s'ha conservat cap resta.
A la segona meitat del segle xiii estava en mans dels Menteseoghullari que tenien centre a Milas i Pecin (Beçin), i per un moment fou seu d'un príncep de la dinastia vers 1375-1391. Va passar a l'otomà Baiazet I el 1391, però amb la derrota davant Tamerlà el juliol del 1402 la dinastia de Mentese fou restablerta fins al 1424 quan Murat II hi va posar final. Després fou seu d'un sandjakbegi (sandjak de Mentese). El primer registre fiscal és de Baiazet II (1481-1512). Al segle xvi hi va viure el lexicògraf mawlawi Shahidi, actiu propagador del misticisme. Va tenir un comerç regional actiu als segles xvi i xvii tot i estar allunyada de les rutes de caravanes i un notable creixement demogràfic, que es va aturar el segle xviii. Als segles xix i xx el seu creixement fou reduït. El 1903 tenia 10.215 habitants i el 1927 el cens era similar després de la sortida dels grecs i armenis. El 1970 tenia 18.624 habitants, però cinc anys després ja eren 24.178, passant a més de 27.000 el 1980.